# Biurowiec przy Kongens Nytorv 6
Biurowiec przy placu Kongens Nytorv 6 – biurowiec znajdujący się w Kopenhadze w północnej pierzei placu Kongens Nytorv pod numerem 6. Siedziba Europejskiej Agencji Środowiska.
Budynek zajmuje działkę ewidencyjną 206 rejonu Sankt Annæ Øster Kvarter. Połączone z nim są oficyny pod numerem 6A i 6B.
Budynek biurowy dla firmy ubezpieczeniowej Standard wybudowano w 1896 według projektu Christiana Arntzena. Następnie firma zmieniła nazwę na Skandinavia. Stąd czasem bywa nazywany Marmorhuset Standard (marmurowy dom Standardu). Od 1911 mieściła się w nim kasa oszczędnościowa Sønderjysk Sparekasse, a  następnie firma Sothersby. Od 1991, choć w praktyce od 1994, głównym użytkownikiem jest Europejska Agencja Środowiska. Pomieszczenia biurowca na początku XX w. były ponadto wynajmowane przez duńskie towarzystwo medyczne (Det Medicinske Selskab).